# Джони Уокър
Джони Уокър да Силва Бара Соуза (роден на 30 март 1992), по-известен като Джони Уокър, е бразилски боец по смесени бойни изкуства, който в момента се състезава в лека тежка категория на UFC. Като професионален състезател от 2013 г. той успява да влезе в UFC, като участва в Dana White's Tuesday Night Contender Series, а също така преди това се състезава за Jungle Fight в родната си Бразилия. От 1 март 2021 г. той е №10 в класацията на UFC в лека тежка категория.